# Canton du Val du Dropt
Le canton du Val du Dropt est une circonscription électorale française du département de Lot-et-Garonne.

## Histoire
Un nouveau découpage territorial de Lot-et-Garonne entre en vigueur à l'occasion des élections départementales de 2015. Il est défini par le décret du 26 février 2014, en application des lois du 17 mai 2013 (loi organique 2013-402 et loi 2013-403). Les conseillers départementaux sont, à compter de ces élections, élus au scrutin majoritaire binominal mixte. Les électeurs de chaque canton élisent au Conseil départemental, nouvelle appellation du Conseil général, deux membres de sexe différent, qui se présentent en binôme de candidats. Les conseillers départementaux sont élus pour 6 ans au scrutin binominal majoritaire à deux tours, l'accès au second tour nécessitant 12,5 % des inscrits au 1er tour. En outre la totalité des conseillers départementaux est renouvelée. Ce nouveau mode de scrutin nécessite un redécoupage des cantons dont le nombre est divisé par deux avec arrondi à l'unité impaire supérieure si ce nombre n'est pas entier impair, assorti de conditions de seuils minimaux. En Lot-et-Garonne, le nombre de cantons passe ainsi de 40 à 21.
Le canton du Val du Dropt est formé de communes des anciens cantons de Lauzun (15 communes) et de Castillonnès (10 communes). Avec ce redécoupage administratif, le territoire du canton s'affranchit des limites d'arrondissements, avec 15 communes incluses dans l'arrondissement de Marmande et 10 dans l'arrondissement de Villeneuve-sur-Lot. Le bureau centralisateur est situé à Miramont-de-Guyenne.

## Représentation
| Période élective | Période élective | Mandat | Mandat   | Identité         | Nuance | Nuance | Qualité                                                                                    |
| ---------------- | ---------------- | ------ | -------- | ---------------- | ------ | ------ | ------------------------------------------------------------------------------------------ |
| 2015             | 2021             | 2015   | 2021     | Pierre Costes    |        | PS     | Vétérinaire, Miramont-de-Guyenne Ancien conseiller général du Canton de Lauzun (2001-2015) |
| 2015             | 2021             | 2015   | 2021     | Danièle Dhelias  |        | PRG    | Exploitante agricole, Adjointe au maire de Ségalas                                         |
| 2021             | 2028             | 2021   | en cours | Danielle Dhelias |        | PRG    | Conseillère sortante                                                                       |
| 2021             | 2028             | 2021   | en cours | Alain Picard     |        | PS     | Orthophoniste à Castillonnès                                                               |

### Résultats détaillés

#### Élections de mars 2015
À l'issue du 1er tour des élections départementales de 2015, trois binômes sont en ballottage : Pierre Costes et Daniele Dhelias (DVG, 38,34 %), Martine Rizzetto et Pierre Sicaud (UMP, 30,47 %) et Benoît Blanchard et Odile Lise (FN, 26,47 %). Le taux de participation est de 61,53 % (5 755 votants sur 9 353 inscrits) contre 57,81 % au niveau départemental et 50,17 % au niveau national.
Au second tour, Pierre Costes et Daniele Dhelias (DVG) sont élus avec 42,48 % des suffrages exprimés et un taux de participation de 64,02 % (2 461 voix pour 5 984 votants et 9 347 inscrits).

#### Élections de juin 2021
Le premier tour des élections départementales de 2021 est marqué par un très faible taux de participation (33,26 % au niveau national). Dans le canton du Val du Dropt, ce taux de participation est de 46,88 % (4 149 votants sur 8 851 inscrits) contre 39,29 % au niveau départemental. À l'issue de ce premier tour, deux binômes sont en ballottage : Danielle Dhelias et Alain Picard (PS, 43,52 %) et Emilien Roso et Sylvie Vergne (Union au centre et à droite, 36,11 %).
Le second tour des élections est marqué une nouvelle fois par une abstention massive équivalente au premier tour. Les taux de participation sont de 34,36 % au niveau national, 41,08 % dans le département et 50,27 % dans le canton du Val du Dropt. Danielle Dhelias et Alain Picard (PS) sont élus avec 53,07 % des suffrages exprimés (2 238 voix pour 4 449 votants et 8 851 inscrits),,.

## Composition
Le canton du Val du Dropt comprend vingt-cinq communes entières.
| Nom                                         | Code Insee | Intercommunalité                         | Superficie (km2) | Population (dernière pop. légale) | Densité (hab./km2) | Modifier                                    |
| ------------------------------------------- | ---------- | ---------------------------------------- | ---------------- | --------------------------------- | ------------------ | ------------------------------------------- |
| Miramont-de-Guyenne (bureau centralisateur) | 47168      | CC du Pays de Lauzun                     | 16,66            | 3 082 (2022)                      | 185                | modifier les données · modifier les données |
| Agnac                                       | 47003      | CC du Pays de Lauzun                     | 13,84            | 476 (2022)                        | 34                 | modifier les données · modifier les données |
| Allemans-du-Dropt                           | 47005      | CC du Pays de Lauzun                     | 6,40             | 486 (2022)                        | 76                 | modifier les données · modifier les données |
| Armillac                                    | 47014      | CC du Pays de Lauzun                     | 7,77             | 207 (2022)                        | 27                 | modifier les données · modifier les données |
| Bourgougnague                               | 47035      | CC du Pays de Lauzun                     | 11,73            | 289 (2022)                        | 25                 | modifier les données · modifier les données |
| Cahuzac                                     | 47044      | CC des Bastides en Haut-Agenais Périgord | 8,04             | 310 (2022)                        | 39                 | modifier les données · modifier les données |
| Castillonnès                                | 47057      | CC des Bastides en Haut-Agenais Périgord | 19,40            | 1 359 (2022)                      | 70                 | modifier les données · modifier les données |
| Cavarc                                      | 47063      | CC des Bastides en Haut-Agenais Périgord | 11,99            | 158 (2022)                        | 13                 | modifier les données · modifier les données |
| Douzains                                    | 47084      | CC des Bastides en Haut-Agenais Périgord | 12,66            | 261 (2022)                        | 21                 | modifier les données · modifier les données |
| Ferrensac                                   | 47096      | CC des Bastides en Haut-Agenais Périgord | 12,32            | 202 (2022)                        | 16                 | modifier les données · modifier les données |
| Lalandusse                                  | 47132      | CC des Bastides en Haut-Agenais Périgord | 9,37             | 221 (2022)                        | 24                 | modifier les données · modifier les données |
| Laperche                                    | 47136      | CC du Pays de Lauzun                     | 8,42             | 141 (2022)                        | 17                 | modifier les données · modifier les données |
| Lauzun                                      | 47142      | CC du Pays de Lauzun                     | 24,09            | 731 (2022)                        | 30                 | modifier les données · modifier les données |
| Lavergne                                    | 47144      | CC du Pays de Lauzun                     | 19,96            | 559 (2022)                        | 28                 | modifier les données · modifier les données |
| Lougratte                                   | 47152      | CC des Bastides en Haut-Agenais Périgord | 20,45            | 422 (2022)                        | 21                 | modifier les données · modifier les données |
| Montauriol                                  | 47183      | CC des Bastides en Haut-Agenais Périgord | 9,92             | 222 (2022)                        | 22                 | modifier les données · modifier les données |
| Montignac-de-Lauzun                         | 47188      | CC du Pays de Lauzun                     | 20,46            | 286 (2022)                        | 14                 | modifier les données · modifier les données |
| Peyrière                                    | 47204      | CC du Pays de Lauzun                     | 8,14             | 290 (2022)                        | 36                 | modifier les données · modifier les données |
| Puysserampion                               | 47218      | CC du Pays de Lauzun                     | 10,72            | 256 (2022)                        | 24                 | modifier les données · modifier les données |
| Roumagne                                    | 47226      | CC du Pays de Lauzun                     | 10,54            | 529 (2022)                        | 50                 | modifier les données · modifier les données |
| Saint-Colomb-de-Lauzun                      | 47235      | CC du Pays de Lauzun                     | 23,19            | 474 (2022)                        | 20                 | modifier les données · modifier les données |
| Saint-Pardoux-Isaac                         | 47264      | CC du Pays de Lauzun                     | 7,26             | 1 101 (2022)                      | 152                | modifier les données · modifier les données |
| Saint-Quentin-du-Dropt                      | 47272      | CC des Bastides en Haut-Agenais Périgord | 11,90            | 185 (2022)                        | 16                 | modifier les données · modifier les données |
| Ségalas                                     | 47296      | CC du Pays de Lauzun                     | 12,84            | 156 (2022)                        | 12                 | modifier les données · modifier les données |
| Sérignac-Péboudou                           | 47299      | CC des Bastides en Haut-Agenais Périgord | 12,12            | 176 (2022)                        | 15                 | modifier les données · modifier les données |
| Canton du Val du Dropt                      | 4719       |                                          | 330,19           | 12 579 (2022)                     | 38                 | modifier les données                        |

## Démographie
En 2022, le canton comptait 12 579 habitants, en évolution de −1,76 % par rapport à 2016 (Lot-et-Garonne : −0,18 %, France hors Mayotte : +2,11 %).
| 2013   | 2018   | 2022   |
| ------ | ------ | ------ |
| 12 908 | 12 627 | 12 579 |